# معهد موسكو للدراسات الشرقية
معهد موسكو للدراسات الشرقية (بالروسية: Московский институт востоковедения، ويختصر إلى: МИВ) هو مؤسسة تعليمية جامعية كانت قائمة في العاصمة الروسية موسكو بين عامي 1920 و1954. أُنشئ المعهد نتيجة اندماج معهد لازاريف للغات الشرقية وأقسام الدراسات الشرقية في مؤسسات تعليمية جامعية أخرى في موسكو.
أُغلق المعهد سنة 1954، ونُقل قسم اللغات الهندية وقسم لغات الشرق الأدني والأوسط إلى معهد موسكو الحكومي للعلاقات الدولية.

## من مشاهير الخريجين
- يفكيني بريماكوف